# 長者ヶ浜潮騒はまなす公園前駅
長者ヶ浜潮騒はまなす公園前駅（ちょうじゃがはましおさいはまなすこうえんまええき）は、茨城県鹿嶋市大字角折にある鹿島臨海鉄道大洗鹿島線の駅である。
当駅は大野潮騒はまなす公園の最寄り駅である。

## 歴史
1985年（昭和60年）の大洗鹿島線開業時に当駅は設置されていなかったが、大野村（当時）による潮騒はまなす公園の整備が完了し、「県内の小学生たちに遠足がてらに公園を利用してもらうため」として村が新駅設置を要望し、新設された。
駅舎の建設にはふるさと創生事業費の一部（5,700万円）が投じられた。
- 1990年（平成2年）11月18日：開業[1][2]。

## 駅構造
単式ホーム1面1線の地上駅。無人駅である。

### 当駅における運行形態
上り（鹿島大野・新鉾田・大洗・水戸方面）、下り（鹿島神宮方面）と共に、概ね1時間に1本の普通列車が停車する。

## 利用状況
| 1日乗降人員推移 | 1日乗降人員推移 |
| 年度            | 1日平均人数     |
| --------------- | --------------- |
| 2011年          | 54              |
| 2012年          | 69              |
| 2013年          | 70              |
| 2014年          | 65              |
| 2015年          | 63              |
| 2016年          | 80              |
| 2017年          | 92              |
| 2018年          | 73              |

## 駅周辺

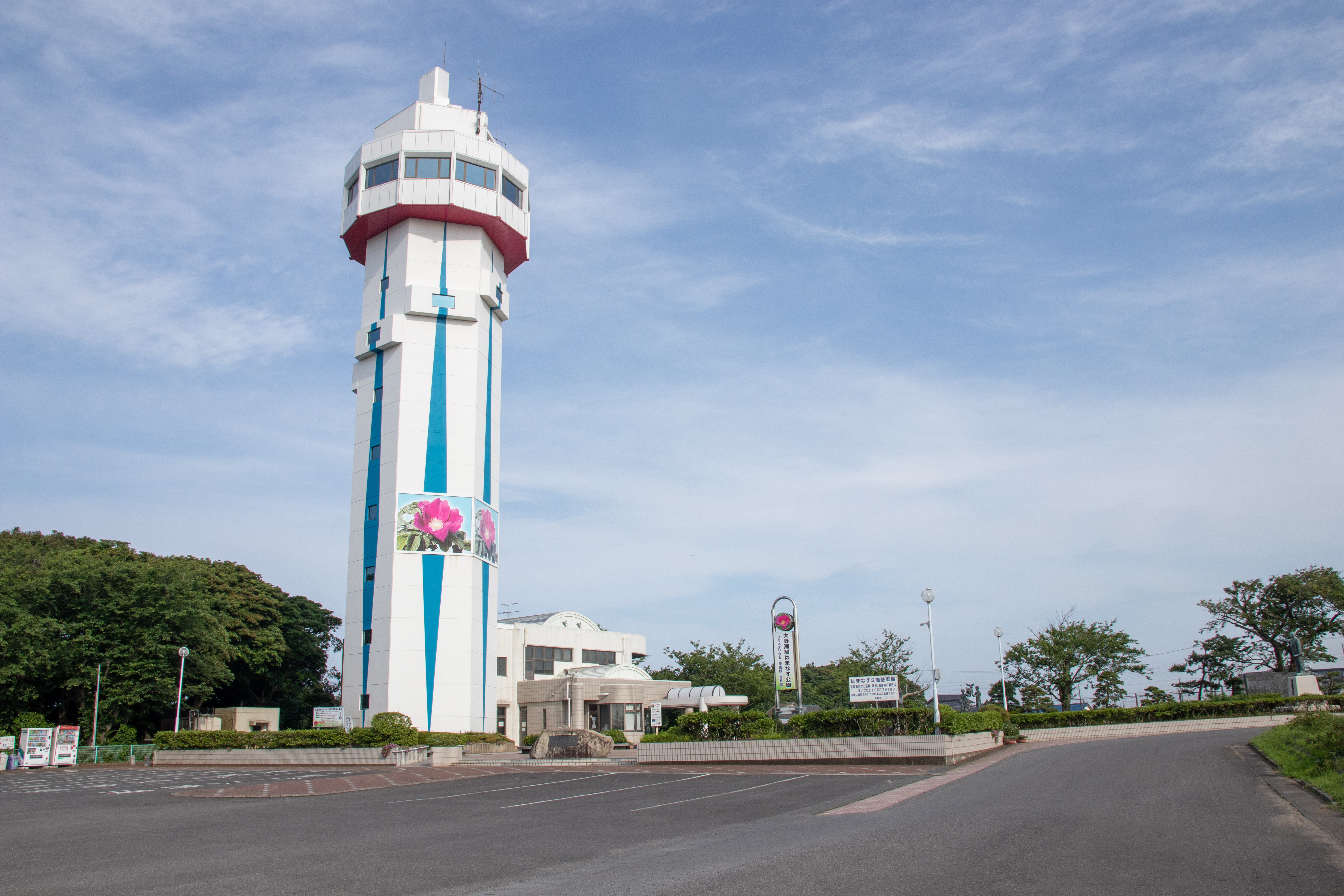
大野潮騒はまなす公園

- 鹿嶋市大野潮騒はまなす公園 - ホームからも園内の展望塔が見える。
- 国道51号
- 茨城県道242号鉾田鹿嶋線

## バス路線
- 県道242号線沿いの「はまなす駅入口」バス停から発車する

| のりば | 系統   | 主要経由地                           | 行先         | 運行会社             | 備考 |
| ------ | ------ | ------------------------------------ | ------------ | -------------------- | ---- |
|        | 中央線 | 大野駅入口・大野出張所前             | 鹿島灘駅     | 鹿嶋コミュニティバス |      |
|        | 中央線 | 荒野台・スタジアム駅入口・鹿島神宮駅 | 高松緑地公園 | 鹿嶋コミュニティバス |      |

## 駅名について
当駅の駅名は読み仮名で22文字、表記で13文字と長大であるため、時刻表等では「はまなす公園前」「公園前」などと短縮して表記されることがある。
開業当初は日本一長い駅名であったが、1992年（平成4年）に南阿蘇鉄道高森線の南阿蘇水の生まれる里白水高原駅（読み22文字、表記14文字）が開業したことに伴い、表記での最長の座を明け渡した（読みでは同率1位）。
2001年（平成13年）、一畑電気鉄道（現・一畑電車）北松江線の古江駅がルイス・C・ティファニー庭園美術館前駅（読み24文字、表記18文字）に改称されたことで、当駅は読み仮名でも最長ではなくなった。その後、同駅が2007年（平成19年）に松江イングリッシュガーデン前駅（読み16文字、表記14文字）に改称されたため、当駅は再び読みが日本最長の駅となった。
2015年（平成27年）3月14日、富山地方鉄道富山軌道線呉羽線の新富山停留場が、富山トヨペット本社前（五福末広町）停留場（読み24文字・表記17文字、現：トヨタモビリティ富山 Gスクエア五福前（五福末広町）停留場）と改称し、当駅は読みでも日本最長ではなくなった。

## 隣の駅
鹿島臨海鉄道
■大洗鹿島線
鹿島大野駅 - 長者ヶ浜潮騒はまなす公園前駅 - 荒野台駅